# Линден (Мичиген)
Линден (Мичиген) (енгл. Linden) град је у америчкој савезној држави Мичиген. По попису становништва из 2010. у њему је живело 3.991 становника.

## Демографија
Према попису становништва из 2010. у граду је живело 3.991 становника, што је 1.130 (39,5%) становника више него 2000. године.
| Група             | 2000.         | 2010.         |
| Белци             | 2.787 (97,4%) | 3.805 (95,3%) |
| Афроамериканци    | 2 (0,1%)      | 18 (0,5%)     |
| Азијати           | 14 (0,5%)     | 17 (0,4%)     |
| Хиспаноамериканци | 26 (0,9%)     | 79 (2,0%)     |
| Укупно            | 2.861         | 3.991         |